# Зелёный Гай (Луганская область)
Зелёный Гай (укр. Зелений Гай) — село, относится к Антрацитовскому району Луганской области Украины. Под контролем самопровозглашённой Луганской Народной Республики.

## География
Ближайшие населённые пункты: город Красный Луч на юге, посёлки Хрустальный на западе, Софиевский и Тамара на северо-западе, Ивановка и Степовое (Антрацитовский район) на севере, Орловское, Казаковка, Лесное на северо-востоке, Курган, Христофоровка и Степовое (Антрацитовский городской совет) на востоке, Мельниково и Краснолучский на юго-востоке.

## Население
Население по переписи 2001 года составляло 60 человек.

## Общие сведения
Почтовый индекс — 94670. Телефонный код — 6431. Занимает площадь 0,222 км². Код КОАТУУ — 4420383302.

## Местный совет
94670, Луганская обл., Антрацитовский район, пос. Краснолучский, ул. Советская, д. 17